# Aphonopelma sandersoni
Aphonopelma sandersoni är en spindelart som beskrevs av Smith 1995. Aphonopelma sandersoni ingår i släktet Aphonopelma och familjen fågelspindlar. Inga underarter finns listade i Catalogue of Life.